# Labirintus metafora
A labirintus metafora a nők vezetővé válásának akadályokkal, nehézségekkel tűzdelt útját szemlélteti. A fogalom a nőkkel szembeni munkaerőpiaci diszkrimináció egyik kulcsfogalma, melyet Alice Eagly és Linda L. Carli vezetett be az elterjedtebb üvegplafon kifejezés helyett 2007-ben, ugyanis szerintük a labirintus metafora jobban kifejezi a nők hátrányos megkülönböztetését a férfiakhoz képest karrierútjuk minden szintjén. A nőket hátráltató akadályok a szerzőpáros szerint makroszintű tényezőkből fakadnak, a társadalom patriarchális berendezkedéséből indulnak ki, nem pedig az egyének motivációinak eltéréseiből.

## Öt fő akadály

### Nőkkel szembeni előítéletek és hátrányos megkülönböztetés
A munkaerőpiaci diszkrimináció az egész karrierutat végigkíséri a nők esetében. A velük szembeni előítéletek sokféleképpen megnyilvánulhatnak a munkahelyeken, így például a kiválasztás során, a bérkülönbségben, a lassabb karrierútban és a nemi elfogultságban, mely azt jelenti, hogy a férfiak végzettségüktől, tapasztalatuktól függetlenül jobb értékelést kaphatnak, és könnyebben, gyakrabban léptetik őket elő, mint az ugyanolyan háttértudással rendelkező nőket. A nőkkel szembeni sztereotípiák leküzdésének útja a vállalatokon belüli jó szervezeti kultúra kiépítése szervezeti tanulás útján.

### Női vezetéssel szembeni ellenállás
A női vezetőknek kettős mércének kell megfelelniük ahhoz, hogy elfogadják őket pozíciójukban: egyszerre kell férfias tulajdonságoknak megfelelniük és nőként viselkedniük. A női hagyományos szerepekhez kötődő tulajdonságok – pl. gondoskodás – azonban nem feltétlenül vonnak maguk után pozitív értékelést, ellenben a férfiak esetében gyakran elismerés jár ezek meglétéért.

### Női vezetési stílus
A női vezetők gyakran alkalmazzák a participatív vezetési stílust, melyben a vezető a probléma bemutatása után javaslatokat kér a beosztottaktól, majd ezek alapján dönt. Emellett a transzformális vezetési elvek alkalmazása is inkább jellemzi a nőket, mint a férfiakat – ez alapján a nők több hangsúlyt fektetnek az érzelmek szerepére a vezetésben, a beosztottak teljesítményének növelésére érzelmi alapú, egyéni inspirációt adnak, ezzel téve elkötelezetté a beosztottakat a vállalkozás felé. Ezzel szemben áll azonban a tranzakcionális vezetési stílus, mely inkább a férfiakat jellemzi – az ilyen vezetők szeme előtt a kitűzött célok elérése lebeg, nem törekszenek viszont a beosztottak elkötelezettségére. A nőkre jellemző modell a szervezeti magatartás formáit tekintve magasabb szintű vezetői eszközöket feltételez, azonban a mai modern szervezetek működtetéséhez elegendőnek és eredményesebbnek bizonyul az inkább a férfiakra jellemző tranzakcionális vezetési stílus.

### Családi élet követelményei
A nők feladatait a társadalom gyakran a családban, háztartásban betöltött szerepükkel azonosítják, mint például a gyermeknevelés és a házimunka elvégzése. Ezeket a feladatokat nehéz összeegyeztetni a munkahelyi feladatokkal. A vezető pozícióban lévő nők helyzete speciális: a munka és a magánélet összehangolásának problémája sok magas pozícióban lévő nő esetében csupán indirekt módon jelentkezik – a vezető nők gyakran gyermektelenek vagy egy gyermeket nevelnek. Velük szemben a hasonló pozícióban lévő férfiak többsége házas, több gyermekük van, és a háztartás feladatait főállású háziasszony feleségük látja el.

### Kapcsolati tőke hiánya
A többi akadályból, főként az otthoni-családi élet feladataiból levezethető ötödik gátat a csekély mértékű kapcsolatépítési tevékenység jelenti. A családon belüli és a munkahelyi teendők, feladatok mellett kihívást jelenthet a nők számára a kapcsolatok építése, az emberi kapcsolatokba történő beruházás. Kapcsolati tőkéjük ezáltal kisebb lesz, mint férfi kollégáiknak, mely hátrányhoz vezethet a munkaerőpiacon, mind a munkahelyekre történő bekerülés, mind az előléptetés elérésének tekintetében.

## Nők a vezetésben Magyarországon
A magyar munkaerőpiacon jelen van a vertikális és a horizontális szegregáció. A vertikális szegregáció abban nyilvánul meg, hogy míg a szervezetek alsó szintjére azonos arányban kerülnek be nők és férfiak, a feljebb jutás a nők számára nehezebb. A horizontális szegregáció már a felsőoktatás szerkezetében tetten érhető: vannak olyan elnőiesedett területek, melyek munkaerőpiaci kilátásai korlátozottak. Ilyen erősen feminizált terület az egészségügy, a tanító- és óvóképzés, a bölcsészet és a szociális terület.

### Vezetői pozíciókban lévők arányának változása
A rendszerváltást követő években lassú növekedés indult a nők által betöltött vezető pozíciók arányában. A vezető pozícióban lévők nemek szerinti megoszlásában a nők aránya Európában sokáig 30%-os átlag körül mozgott, 2007-ben Magyarországon a vezető pozíciókban lévők 35%-a volt nő. A 2008-as gazdasági válság alatt a vezető pozíciókban dolgozó férfiak létszáma egyharmadukkal csökkent, így a nők relatív aránya 40% fölé emelkedett. A magasabb szintű vezetői pozíciókban azonban a mai napig igen csekély a nők létszáma és aránya, a legrangosabb cégek vezetőségében átlagosan 90% fölötti férfitöbbséggel szembesülhetünk, mely 2003 és 2012 között nem, vagy alig változott.

### Akadályok
A női kereső tevékenység elfogadottságának növekedése ellenére a magyar társadalom véleménye inkább a hagyományos nemi szerepmegosztást támogatja, és kevésbé tartja alkalmasnak a nőket a kenyérkereső szerep betöltésére – különösen igaz ez a vezető pozíciókban lévő nőkre. A nők karrierjében álló legnagyobb akadályként két dolgot emelhetünk ki: a magyar társadalom 85%-a 2011-ben úgy látta, hogy az üzleti világot férfi dominancia jellemzi, akik nem bíznak eléggé a nőkben; emellett a családi élet kihívásai kevesebb szabadságot hagynak a nőknek a magyar társadalom 83%-a szerint.